# Fairlee
Fairlee és una població dels Estats Units a l'estat de Vermont. Segons el cens del 2000 tenia 967 habitants.

## Demografia
Segons el cens del 2000, Fairlee tenia 967 habitants, 395 habitatges, i 265 famílies. La densitat de població era de 18,5 habitants per km².
Dels 395 habitatges en un 31,4% hi vivien nens de menys de 18 anys, en un 54,2% hi vivien parelles casades, en un 7,8% dones solteres, i en un 32,7% no eren unitats familiars. En el 25,1% dels habitatges hi vivien persones soles el 10,1% de les quals corresponia a persones de 65 anys o més que vivien soles. El nombre mitjà de persones vivint en cada habitatge era de 2,42 i el nombre mitjà de persones que vivien en cada família era de 2,88.
Per edats la població es repartia de la següent manera: un 23,6% tenia menys de 18 anys, un 7,2% entre 18 i 24, un 28,3% entre 25 i 44, un 25,4% de 45 a 60 i un 15,4% 65 anys o més.
L'edat mediana era de 41 anys. Per cada 100 dones de 18 o més anys hi havia 96,5 homes.
La renda mediana per habitatge era de 44.018 $ i la renda mediana per família de 48.250 $. Els homes tenien una renda mediana de 31.736 $ mentre que les dones 25.217 $. La renda per capita de la població era de 18.454 $. Entorn del 2,6% de les famílies i el 5,6% de la població estaven per davall del llindar de pobresa.